# Adamisaurus magnidentatus
Adamisaurus magnidentatus Sulimski, 1972 è un rettile estinto appartenente ai sauri. Visse nel Cretacico superiore (Santoniano-Maastrichtiano, circa 84,9 - 70,6 milioni di anni fa) e i suoi resti fossili sono stati ritrovati in Asia (Mongolia e Cina).

## Descrizione
Questo animale doveva assomigliare a un attuale varano o forse a un tegu (Tupinambis teguixin), e possedeva un grosso cranio corto, della lunghezza di circa 25 centimetri. L'intero animale doveva raggiungere i 2 metri di lunghezza. I denti erano di forma triangolare e di grandi dimensioni, in particolare verso la parte posteriore delle fauci. La forma dei denti ricordava quella di alcuni rappresentanti attuali della famiglia Scincidae, ma la struttura della mandibola richiama quella degli agamidi. La dentatura suggerisce che questo animale fosse erbivoro.

## Tassonomia
Adamisaurus magnidentatus venne descritto per la prima volta nel 1972, sulla base di resti fossili ritrovati nella formazione Djadochta in Mongolia, risalenti al Campaniano. Altri fossili di questo animale sono stati ritrovati in Cina. Adamisaurus venne originariamente ascritto con qualche dubbio alla famiglia degli agamidi, ma attualmente è considerato un membro primitivo del clade Boreoteioidea (Mo et al., 2009), un gruppo di sauri dalla dentatura particolare, tipici del Cretaceo di Asia e Nordamerica. È possibile inoltre che questo animale fosse imparentato con Slavoia darevskii, un'altra lucertola del Cretaceo superiore asiatico.